# ويليام إل. هيغينز
ويليام إل. هيغينز (بالإنجليزية: William L. Higgins)‏ هو سياسي أمريكي، ولد في 8 مارس 1867، وتوفي في 19 نوفمبر 1951 في نورويتش في الولايات المتحدة. حزبياً، نشط في الحزب الجمهوري. وقد انتخب عضو مجلس ولاية كونيتيكت وانتخب عضو مجلس نواب كونيتيكت وانتخب عضو مجلس النواب الأمريكي.